# Hallstahammar-Kolbäcks församling
Hallstahammar-Kolbäcks församling är en församling i Södra Västmanlands kontrakt i Västerås stift i Svenska kyrkan. Församlingen omfattar hela Hallstahammars kommun i Västmanlands län och utgör ett eget pastorat.

## Administrativ historik
Församlingen bildades 2014 genom sammanslagning av Hallstahammar-Bergs församling och Kolbäck-Säby församling och utgör sedan dess ett eget pastorat som är en ombildning av det tidigare Hallstahammars pastorat.

## Kyrkor
- Hallstahammar S:t Lars kyrka
- Svedvi kyrka
- Bergs kyrka
- Kolbäcks kyrka
- Säby kyrka